# Fruhstorferiola cerinitibia
Fruhstorferiola cerinitibia är en insektsart som beskrevs av Zheng, Z. 1998. Fruhstorferiola cerinitibia ingår i släktet Fruhstorferiola och familjen gräshoppor. Inga underarter finns listade i Catalogue of Life.